# Татарско брдо
Татарско брдо је градска четврт у саставу Сремске Каменице.

## Положај насеља
Татарско брдо се налази у источном делу Сремске Каменице, на обронцима Фрушке горе, у близини Института Сремска Каменица. Источно од Татарског брда налази се Алибеговац, док је северно Мишелук.

## Карактеристике насеља
Татарско брдо је настало као, у већем делу, бесправно изграђено насеље, без урбанистичког плана, које се састоји претежно од ексклузивних кућа и вила. 
Према докторској дисертацији Дејане Недучин, Татарско брдо је реализовано као "новосадска Калуђерица", са луксузним вилама, које су изграђене спрам жеља и потреба власника, без икакве усклађености са плански дефинисаном спратношћу, висином или положајем на парцели. 
Имајући у виду недовољну инфраструктурну опремљеност, непоштовање основних правила
градње, релативно велику густину насељености, као и евидентан недостатак јавних површина и
објеката друштвеног стандарда, за Татарско брдо се може рећи да илуструје последице које
настају услед нерационалног третирања градског простора.